# Cosimo Pinto
Cosimo Pinto, född 14 mars 1943 i Novara, är en italiensk före detta boxare.
Pinto blev olympisk mästare i lätt tungvikt i boxning vid sommarspelen 1964 i Tokyo.